# Mirmo !
Mirumo (わがまま☆フェアリー ミルモでポン!, Wagamama fearī mirumo de pon!) est un shōjo manga écrit et dessiné par Hiromu Shinozuka. Il est prépublié entre 2001 et 2005 dans le magazine Ciao de l'éditeur Shōgakukan et compilé en un total de douze volumes reliés. La version française a été publiée en intégralité par Kana. Une adaptation en anime de 172 épisodes est diffusée entre avril 2002 et septembre 2005 sur TV Tokyo au Japon.
Mirumo a reçu le prix du manga de l'éditeur Kōdansha en 2003, catégorie Enfant, et le Prix Shōgakukan de son éditeur, catégorie Enfant, en 2004.

## Synopsis
Bien que dynamique et sans complexe, Kaede, 14 ans, perd tous ses moyens quand elle est devant Yûki, un copain de classe dont elle est secrètement amoureuse. Un jour, en rentrant de classe, la mère de Kaede achète une tasse dans laquelle est écrit un mystérieux message lui disant d'y verser du chocolat et de faire un vœu. Curieuse, Kaede s'exécute et demande à sortir avec Yûki. De la tasse surgit alors Mirumo, un adorable petit personnage, et protagoniste de l'histoire, qui lui promet de réaliser son vœu. Pleine d'espoir, Kaede va vite se rendre compte que la magie de Mirumo, Prince du royaume des Muglins, peut également perturber sa vie et celle de ses camarades...

## Les Peuples

### Les Humains
Ils vivent dans le monde des humains. Seulement quelques uns ont la chance ou la malchance de détenir ces fameux muglins. Dans l'épisode 8, on découvre que chaque Muglin a un seul humain maximum et vice versa.

### Les Muglins
Ils sont tous de petites tailles ainsi que mignons. Ils sont également joufflus avec parfois des motifs sur leurs joues. Lorsqu'ils utilisent leurs différents instruments, ils se mettent à danser devant le symbole des muglins  (une étoile jaune à 5 branches avec un cœur au milieu) en disant leurs noms plusieurs fois suivi d'un unique mot magique "Zibang".

## Personnages

### Humains
Camille (Kaede) Minami : Camille est une fille toujours de bonne humeur au caractère très dynamique et spontané. Elle s'entend toujours avec tout le monde car elle a bon cœur et aime aider les autres. Elle aime Antoine Yûki. Sa meilleure amie est Caroline et est toujours de bons conseils. Alexia est sa rivale amoureuse pour conquérir Antoine. Au début elle n'osera pas adresser la parole à Antoine, jusqu'à l'arrivée de Mirumo. Dans la dernière saison, Antoine finit par se rendre compte de ses sentiments pour Camille et ils commencent à sortir ensemble.
Son muglin est Mirumo, il est le prince du royaume des Muglins et est doté de puissants pouvoirs. Lui et Camille s'entendent très bien à part quand il se fait un peu trop... gourmand, son péché-mignon est le chocolat. Camille peut utiliser un micro magique, le Microphone, pour renforcer ses pouvoirs. Son instrument : les maracas.
Antoine (Setsu) Yûki : Antoine est un garçon réservé qui aime bien la tranquillité et la lecture. Un petit peu le contraire de Camille. Mais il vient toujours en aide aux autres s'ils en ont besoin.
Il est dans la même classe que Camille et Alexia. Dans la dernière saison, il retrouve Haruka une amie d'enfance qui finit par lui avouer ses sentiments. Antoine décide de sortir avec elle, avant de se rendre compte que Camille comptait plus pour lui. 
Son muglin est Riruma, elle est fiancée à Mirumo, elle est très amoureuse de Mirumo mais ce n'est pas réciproque. Mirumo la repousse sans cesse, ce qui l'énerve, énervée elle devient folle furieuse et frappe tout ce qui bouge. Mirumo en fait souvent les frais... 
Elle n'est pas très douée en cuisine et en magie et rate beaucoup de sorts, ce qui provoque parfois des catastrophes. Son instrument : la tambourin.
Alexia (Azumi) Hidaka : Alexia est jolie, mais ce n'est pas tout à fait un ange. Elle a un sale caractère : capricieuse, égoïste, vaniteuse, toujours en colère, sauf avec Antoine, avec qui elle est prête à tout pour le séduire.
Alexia est la rivale de Camille pour conquérir Antoine. Elle est prête à tout pour mener la vie dure à toutes personnes trop proches de lui. Même si Antoine sort avec Haruka puis avec Camille, elle ne renonce pas à lui.
Son muglin est Yacky, le rival de Mirumo. Alexia passe toujours ses nerfs sur lui ; c'est son souffre-douleur et son esclave. Finalement, Yacky n'a pas un mauvais fond, il finit par aider les personnes qui lui demandent son aide, que ce soit Alexia qui le maltraite ou Mirumo. Son péché mignon est la gourmandise caramélisée et son instrument le triangle. Yacki a deux petits frères, Hanzo et Sazo, qui viennent lui rendre visite régulièrement.
Tom (Kaoru) Matsutake : il est l'héritier d'une famille très riche. Il est très populaire au lycée et quasi-toutes les filles sont amoureuses de lui.
Il est amoureux de Camille, mais malheureusement pour lui, c'est la seule qui n'est pas amoureuse de lui. Alexia essaie de rapprocher Camille de Tom pour avoir le champ libre pour Antoine. Dans la dernière saison, il y a un gag récurrent avec lui : chaque fois qu'il tente de parler à Camille, ou de se promener quelque part, une vague de groupies finit par l'emporter très loin. Il finit par se confesser à Camille, mais elle rejette ses sentiments. Bien qu'elle sorte avec Antoine, Tom ne renonce pas à elle et a toujours espoir qu'elle finisse par tomber amoureuse de lui. Tom a son majordome personnel, Alfred, qui veille toujours sur lui, où qu'il aille.
Il vit avec Mulu. Un muglin qui a une tête d'ange mais c'est un manipulateur. Il fera tout ce que Tom en échange d'un peu de Marshmallow. 
Mulu est le petit frère de Mirumo, ils ont des relations normales, mais il arrive qu'ils se disputent. Son péché-mignon est le Marshmallow. Son instrument est un tambour.
Koichi Sumita : Il apparaît dans la quatrième et dernière saison de Mirumo. De caractère très timide, il tombe amoureux de Camille. Il décide par gentillesse de s'occuper avec elle de la mascotte de la classe. Il se déclare à elle, mais celle-ci ne sait pas quoi lui répondre car elle pense que Koichi lui correspond mieux qu'Antoine. Il finit par se rapprocher d'elle avec l'aide de Popi, son muglin. Il embrasse accidentellement Camille devant Antoine à cause de Yacky qui agit sous les ordres d'Alexia. Il a une rivalité avec Antoine, au point de lui proposer le défi de renoncer à Camille s'il perd la course en natation. Alors qu'il est en tête durant cette course, il a une crampe et Antoine finit par l'aider. Il considère alors qu'il a perdu son défi et annonce à Camille qu'il renonce à elle. Malgré ses sentiments, il fait tout pour lui remonter le moral quand elle est triste à cause d'Antoine qui rejette ses sentiments pour Haruka en l'emmenant au parc d'attraction et au Zoo. Il voit bien que Camille ne va pas bien et menace Antoine de la récupérer si cela continue. Quand Camille et Antoine sortent ensemble, Koichi commence à éprouver des sentiments pour Haruka et ils commencent également à sortir ensemble. C'est quelqu'un de sportif et le meilleur de son équipe en saut à la perche. Il est, tout comme Mirumo, fan de chocolat.
Son muglin est Popi, la fiancée de Mulu. Elle a un caractère déterminé et brutal mais seulement avec Mulu. Elle refuse de perdre et fait tout pour que Camille tombe amoureuse de Koichi. Elle semble aimer les bonbons à la fraise. Ses instruments sont des clochettes.
Haruka Morishita : Il apparaît dans la quatrième saison en tant qu'ami d'enfance d'Antoine. C'est une personne très douée dans le dessin et souhaite devenir mangaka. Elle est amie avec Camille qui l'aide à réaliser son rêve. Elle a un crayon de papier offert par Antoine durant son enfance qu'elle chérie. Elle finit par avouer son amour pour Antoine, et cela est réciproque car ils s'aimaient tous les deux depuis l'enfance. Ils commencent à sortir ensemble tous les deux. Elle a le cœur brisé quand elle se rend compte qu'Antoine ne fait que penser à Camille. Mais elle le laisse partir pour se rapprocher de Koichi avec qui elle commence à sortir. Elle est douée pour tout ce qu'elle fait et gagne toujours, au plus grand désarroi d'Alexia.
Son coéquipier est Panta. 
Panta est un muglin fantôme. Il est le partenaire de Haruka. Il adore Mirumo car c'est son premier ami, bien que le prince ait peur de lui car c'est un fantôme. Avant de mourir, sa maladie l'obligeait à rester au lit et à rester seul. Il entendit parler du monde des humains et décida d'y aller en secret avec pour but de se faire des amis, mais cet effort lui coûta la vie. Il refusa d'aller au paradis tant qu'il n'avait pas un ami. Il hante l'école de Camille. Dès qu'il voit Miurmo, il le prend pour son ami mais ce n'est pas réciproque. Pourtant, Mirumo finit par accepter d'être son ami. Il monte au ciel après qu'ils ont joué ensemble. Il finit par revenir sur Terre pour devenir le partenaire de Haruka.

### Muglins
- Mirumo (Mirmo en vf), le prince des muglins
- Rirumu (Riruma en vf), la promise de Mirumo
- Yashichi (Yacky en vf), l'ennemi de Mirumo
- Murumo (Mulu en vf), le petit frère de Mirumo
- Papi, une camarade de classe de Murumo
- Dark, le chef de Yashichi
- Marumo, le père de Mirumo & Murumo
- Saria, la mère de Mirumo & Murumo
- Sasuke et Hanzo, les petits frères de Yashichi
- Anna, une camarade de classe de Mirumo
- Bikei, un camarade de classe de Mirumo
- Pêta, le meilleur ami de Mirumo
- Moon, un voyant
- Panta, un fantôme
- Kepapa, une création de Mirumo qui lui permet de voyager
- Peuple Warumo, des ninjas sous les ordres de Ténebro
- Tribu Gaïa, les génies contrôlant chacun un élément (eau, feu, terre, vent, nuages), et aussi gardien de monde des muglins
- Yamane, sœur de Sasuke, amoureuse de Yashichi
- Akumi, la supérieure aux peuples Warumo, amoureuse de Ténébro

### Partenaires
| Mirumo       | Rirumu     | Yashichi     | Murumo          | Papi          | Dark          | Moon       | Panta            | Akumi          |
| ------------ | ---------- | ------------ | --------------- | ------------- | ------------- | ---------- | ---------------- | -------------- |
| Kaede Minami | Yûki Setsu | Azumi Hidaka | Kaoru Matsutake | Sumita Kôichi | Ginga Hoshino | Ryô Sanada | Haruka Morishita | Cécile Amaïtsu |

## Anime
Mirumo a été adapté en anime. Au Japon, la série est diffusée sur la chaîne TV Tokyo du 6 avril 2002 au 27 septembre 2005. Elle compte 172 épisodes, répartis en quatre saisons.
En France, la série est diffusée sur Canal J et M6 sous le nom Mirmo Zibang! Les noms ont été francisés par les studios. Seules les 2 premières saisons (102 épisodes) ont été diffusées, la deuxième moitié de la saison 2 est considérée comme une 3e saison. Les 14 premiers épisodes sont sortis en DVD, répartis en 4 volumes.

### Distribution (vf)
- Alice Ley : Camille, Hanzo
- Ioanna Gkizas : Mirmo
- Guylaine Gibert : Riruma, Caroline
- Ilyas Mettioui : Antoine
- Alexandra Correa : Alexia
- Delphine Moriau : Yaki
- Jennifer Baré : Hazo
- Julie Basecqz : Mimomo
- Stéphane Flamand : Mulu
- Laurent Sao : Tom (1re voix)
- Sébastien Hébrant : Tom (2e voix)